# Christian Traugott Otto
Christian Traugott Otto (* 11. November 1791 in Leisnig; † 2. Februar 1874 in Dresden) war ein deutscher lutherischer Theologe und Pädagoge.

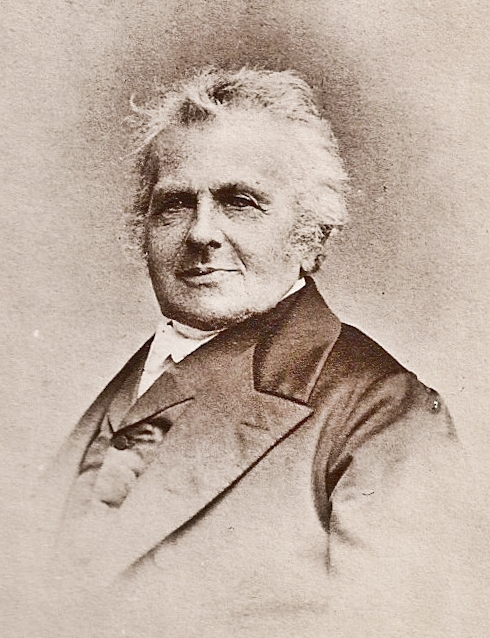
Fotografie von Christian Traugott Otto um 1850

## Leben
Christian Traugott Otto wurde als Sohn des Kammsetzers Christian Gottlob Otto und der Johanna Rosina Arnold in Leisnig geboren.
Im Jahr 1817 heiratete Otto in der Dresdner Sophienkirche Auguste Louise Hacker, eine Tochter des zu seiner Zeit ersten Dresdner Hofpredigers Johann Georg August Hacker. Aus dieser Ehe gingen eine Tochter und vier Söhne hervor.
Otto war ab 1816 Hospitalprediger in Pirna und Prediger zu Zehista. Von 1818 bis 1862 war er Direktor des königlich sächsischen Lehrerseminars in Dresden-Friedrichstadt. Während seiner Amtszeit sah sich das Seminar zunehmend mit Kritik konfrontiert. So unterstellte man der Bildungsanstalt einen zu schroffen Ton bei übertriebener Disziplin und starren protestantischen Denkweisen, wie es der Vizedirektor August Beger in einer Stellungnahme näher erläuterte.
Insgesamt vertrat Otto einen eher konservativen Kurs. Er lehnte die Trennung von Kirche und Schule entschieden ab.
Bekannt ist Otto vor allem wegen der Herausgabe der Reihe Der sächsische Kinderfreund. Ein Lesebuch für Stadt- und Landschulen, außerdem für die Herausgabe der Zeitschrift Sächsischer Volksschulfreund zusammen mit Gotthilf Ferdinand Döhner, Amtsprediger in Freiberg und ehemaliger Lehrer des Komponisten Robert Schumann.

## Werke (Auswahl)
- Lesebuch für die zweite Stufe der Leseschüler (1823)
- Der Katholik und Protestant oder die vorzüglichsten Glaubenswahrheiten, in welchen die katholische Kirche von der protestantischen abweicht (1826)
- Was wollen wir unseren Kindern am Tage der Confirmation wünschen? Eine Predigt am Sonntage Palmarum gehalten von C. T. Otto (1828)
- Geschichte und Verfassung der Schule und des Schullehrer-Seminars zu Friedrichstadt-Dresden (1828)
- Gegen die Emancipation der Volksschule (1834)
- Die Schule und das Schullehrer-Seminar zu Friedrichstadt-Dresden / von 1785–1835 ; nebst einer Beschreibung der 50-jährigen Jubelfeier und deinem Verzeichnisse sämtlicher Zöglinge des Seminars (1836)
- Biblische Geschichten des Alten und neuen Testaments (Mit Sacherklärungen). Herausgegeben von Christian Traugott Otto (1837)
- Kurzgefasste Religionslehre / Für protestantische Schulen (1844)
- Der sächsische Kinderfreund / ein Lesebuch für Stadt- und Landschulen (verschiedene Jahre)
- Sächsischer Volksschulfreund. Eine Zeitschrift für die, welche dem Volksschullehrerstande angehören, oder überhaupt an dem Volksschulwesen Antheil nehmen. Herausgegeben von Christian Traugott Otto und Gotthilf Ferdinand Döhner (verschiedene Jahre)